# Länsväg AC 655

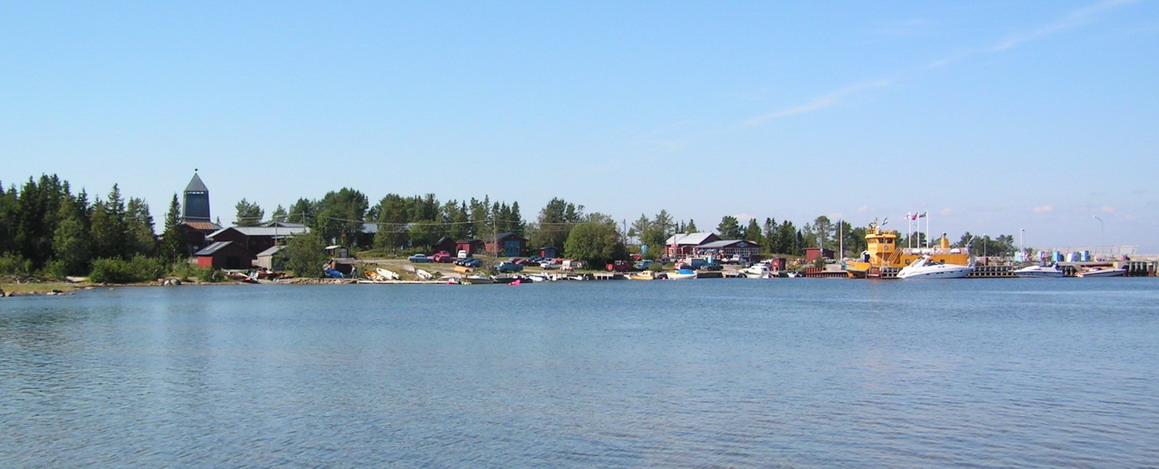
Länsväg AC 655 ansluter till färjelinjen Holmöleden i Byviken.

Länsväg AC 655, även kallad Holmö Byaväg, är en övrig länsväg i Umeå kommun i Västerbottens län (Västerbotten) som går mellan Byviken (färjeläget för Holmöleden) och Sörsundet på Holmön i Holmöns distrikt (Holmöns socken). Vägen är 7,5 kilometer lång, asfalterad och passerar bland annat genom småorten Holmön (Holmöns by). Hastighetsgränsen är 70 km/h. Vägen har Bärighetsklass 2.
Nära vägens södra ände vid Sörsundet går en anslutande enskild grusväg via en bro över till Ängesön.
Vägen ansluter till:
- Länsväg AC 686 (färjelinjen Holmöleden) (i Byviken)
- Länsväg AC 656 (i Holmöns by)
- Länsväg AC 658 (i Holmöns by)
- Länsväg AC 656 (i Holmöns by)
- Länsväg AC 659 (i Holmöns by)